# 1969年メキシコグランプリ
1969年メキシコグランプリ (1969 Mexican Grand Prix) は、1969年のF1世界選手権第11戦（最終戦）として、1969年10月19日にマグダレナ・ミクスカで開催された。
レースは65周で行われ、マクラーレンのデニス・ハルムが4番手スタートから優勝した。ブラバムのジャッキー・イクスが2位、チームメイトのジャック・ブラバムが3位となった。

## エントリー
1969年のシーズン最終戦には、合計17台のF1マシンが参加した。 ロータスは前戦アメリカGPでヨッヘン・リントが初優勝を挙げた一方、チームメイトのグラハム・ヒルはクラッシュにより両足を骨折した。ロータスは本レースでヒルの代走を起用しないことを決めた。マリオ・アンドレッティはUSACチャンピオンシップのチャンピオン争いが佳境となっており、パシフィック・レースウェイズで行われる「ダン・ガーニー200」と日程が重複したため出場できず、ジョン・マイルズが四輪駆動車の63を走らせる。
他のドライバーについては変更はなく、フェラーリはルイジ・キネッティ率いるフェラーリの北米代理店「ノースアメリカン・レーシングチーム(NART)」から引き続き参戦し、地元のヒーローであるペドロ・ロドリゲスが312を走らせる。

### エントリーリスト
| チーム                                                      | No. | ドライバー                     | コンストラクター | シャシー | エンジン                         | タイヤ |
| ----------------------------------------------------------- | --- | ------------------------------ | ---------------- | -------- | -------------------------------- | ------ |
| ゴールドリーフ・チーム・ロータス                            | 1   | グラハム・ヒル 1               | ロータス         | 49B      | フォード・コスワース DFV 3.0L V8 | F      |
| ゴールドリーフ・チーム・ロータス                            | 2   | ヨッヘン・リント               | ロータス         | 49B      | フォード・コスワース DFV 3.0L V8 | F      |
| ゴールドリーフ・チーム・ロータス                            | 9   | ジョン・マイルズ               | ロータス         | 63       | フォード・コスワース DFV 3.0L V8 | F      |
| マトラ・インターナショナル                                  | 3   | ジャッキー・スチュワート       | マトラ           | MS80     | フォード・コスワース DFV 3.0L V8 | D      |
| マトラ・インターナショナル                                  | 4   | ジャン＝ピエール・ベルトワーズ | マトラ           | MS80     | フォード・コスワース DFV 3.0L V8 | D      |
| マトラ・インターナショナル                                  | 16  | ジョニー・セルボ＝ギャバン     | マトラ           | MS84     | フォード・コスワース DFV 3.0L V8 | D      |
| ブルース・マクラーレン・モーターレーシング                  | 5   | デニス・ハルム                 | マクラーレン     | M7A      | フォード・コスワース DFV 3.0L V8 | G      |
| ブルース・マクラーレン・モーターレーシング                  | 6   | ブルース・マクラーレン         | マクラーレン     | M7C      | フォード・コスワース DFV 3.0L V8 | G      |
| モーターレーシング・ディベロップメンツ・リミテッド          | 7   | ジャッキー・イクス             | ブラバム         | BT26A    | フォード・コスワース DFV 3.0L V8 | G      |
| モーターレーシング・ディベロップメンツ・リミテッド          | 8   | ジャック・ブラバム             | ブラバム         | BT26A    | フォード・コスワース DFV 3.0L V8 | G      |
| ロブ・ウォーカー/ジャック・ダーラッシャー・レーシングチーム | 10  | ジョー・シフェール             | ロータス         | 49B      | フォード・コスワース DFV 3.0L V8 | F      |
| ノースアメリカン・レーシングチーム                          | 11  | クリス・エイモン 2             | フェラーリ       | 312B     | フェラーリ 3.0L F12              | F      |
| ノースアメリカン・レーシングチーム                          | 12  | ペドロ・ロドリゲス             | フェラーリ       | 312/69   | フェラーリ 255C 3.0L V12         | F      |
| オーウェン・レーシング・オーガニゼーション                  | 14  | ジョン・サーティース           | BRM              | P139     | BRM P142 3.0L V12                | D      |
| オーウェン・レーシング・オーガニゼーション                  | 15  | ジャッキー・オリバー           | BRM              | P139     | BRM P142 3.0L V12                | D      |
| オーウェン・レーシング・オーガニゼーション                  | 22  | ジョージ・イートン             | BRM              | P138     | BRM P142 3.0L V12                | D      |
| フランク・ウィリアムズ・レーシングカーズ                    | 18  | ピアス・カレッジ               | ブラバム         | BT26A    | フォード・コスワース DFV 3.0L V8 | D      |
| シルビオ・モーザー・レーシングチーム                        | 19  | シルビオ・モーザー             | ブラバム         | BT24     | フォード・コスワース DFV 3.0L V8 | G      |
| ピート・ラブリー・フォルクスワーゲン・インク                | 21  | ピート・ラブリー               | ロータス         | 49B      | フォード・コスワース DFV 3.0L V8 | F      |
| ソース:                                                     |     |                                |                  |          |                                  |        |

追記
- ^1 - ヒルは負傷のため欠場[9][4]
- ^2 - マシンが準備できず[9]

## 予選
ブラバム勢が駆るBT26Aが速く、予選を支配した。ジャック・ブラバムが平均速度174.927 km/h (108.695 mph)でポールポジションを獲得し、チームメイトのジャッキー・イクスが2番手とフロントローを独占した。既に1969年のドライバーズチャンピオンを獲得していたジャッキー・スチュワートは3番手で、デニス・ハルムと2列目を分け合った。3列目はともにロータス・49Bを駆るジョー・シフェールとヨッヘン・リントが占めた。

### 予選結果
| 順位    | No. | ドライバー                     | コンストラクター      | タイム  | 差    | グリッド |
| ------- | --- | ------------------------------ | --------------------- | ------- | ----- | -------- |
| 1       | 8   | ジャック・ブラバム             | ブラバム-フォード     | 1:42.90 | -     | 1        |
| 2       | 7   | ジャッキー・イクス             | ブラバム-フォード     | 1:43.60 | +0.70 | 2        |
| 3       | 3   | ジャッキー・スチュワート       | マトラ-フォード       | 1:43.67 | +0.77 | 3        |
| 4       | 5   | デニス・ハルム                 | マクラーレン-フォード | 1:43.70 | +0.80 | 4        |
| 5       | 10  | ジョー・シフェール             | ロータス-フォード     | 1:43.81 | +0.91 | 5        |
| 6       | 2   | ヨッヘン・リント               | ロータス-フォード     | 1:43.94 | +1.04 | 6        |
| 7       | 6   | ブルース・マクラーレン         | マクラーレン-フォード | 1:44.75 | +1.85 | 7        |
| 8       | 4   | ジャン＝ピエール・ベルトワーズ | マトラ-フォード       | 1:45.58 | +2.68 | 8        |
| 9       | 18  | ピアス・カレッジ               | ブラバム-フォード     | 1:47.23 | +4.33 | 9        |
| 10      | 14  | ジョン・サーティース           | BRM                   | 1:47.29 | +4.39 | 10       |
| 11      | 9   | ジョン・マイルズ               | ロータス-フォード     | 1:47.76 | +4.86 | 11       |
| 12      | 15  | ジャッキー・オリバー           | BRM                   | 1:48.01 | +5.11 | 12       |
| 13      | 19  | シルビオ・モーザー             | ブラバム-フォード     | 1:48.25 | +5.35 | 13       |
| 14      | 16  | ジョニー・セルボ＝ギャバン     | マトラ-フォード       | 1:48.74 | +5.84 | 14       |
| 15      | 12  | ペドロ・ロドリゲス             | フェラーリ            | 1:49.46 | +6.56 | 15       |
| 16      | 21  | ピート・ラブリー               | ロータス-フォード     | 1:50.34 | +7.44 | 16       |
| 17      | 22  | ジョージ・イートン             | BRM                   | 1:52.30 | +9.40 | 17       |
| ソース: |     |                                |                       |         |       |          |

## 決勝
ブルース・マクラーレンは2戦連続でスタートすることができず、残りの16台でレースはスタートした。ジャッキー・スチュワートが最高のスタートを切り、ジャッキー・イクスとジャック・ブラバムのブラバム勢が追い、ヨッヘン・リントとデニス・ハルムが続いた。イクスは2周目が終わる頃からスチュワートにプレッシャーをかけ続け、6周目までにスチュワートを抜いて首位に立ち、ハルムはブラバムを抜いて3位に浮上した。ハルムは次の周でスチュワートも抜き、イクスを追走し始めた。10周目にはハルムが首位に立った。その間、スチュワートはブラバムの後方まで順位を落としていた。そして、上位4台はレース終了まで順位の変動はなかった。リントはレース序盤で5位を走行していたが、縁石に乗り上げた際にサスペンションが曲がってリタイアした。代わってジャン=ピエール・ベルトワーズが5位に浮上し、ジャッキー・オリバーが2周遅れで6位に入賞した。
ハルムは1時間54分8.8秒（平均速度170.833 km/h (106.151 mph)）でフィニッシュし、2位のイクスにわずか2.56秒の差で優勝した。シーズン前半のグッドイヤータイヤの劣勢によりハルムは徐々にフラストレーションを募らせたが、シーズン最終戦でようやく1勝を挙げてどうにか溜飲を下げることができた。

### レース結果
| 順位    | No. | ドライバー                     | コンストラクター      | 周回数 | タイム/リタイア原因 | グリッド | ポイント |
| ------- | --- | ------------------------------ | --------------------- | ------ | ------------------- | -------- | -------- |
| 1       | 5   | デニス・ハルム                 | マクラーレン-フォード | 65     | 1:54:08.80          | 4        | 9        |
| 2       | 7   | ジャッキー・イクス             | ブラバム-フォード     | 65     | +2.56               | 2        | 6        |
| 3       | 8   | ジャック・ブラバム             | ブラバム-フォード     | 65     | +38.48              | 1        | 4        |
| 4       | 3   | ジャッキー・スチュワート       | マトラ-フォード       | 65     | +47.04              | 3        | 3        |
| 5       | 4   | ジャン＝ピエール・ベルトワーズ | マトラ-フォード       | 65     | +1:38.52            | 8        | 2        |
| 6       | 15  | ジャッキー・オリバー           | BRM                   | 63     | +2 Laps             | 12       | 1        |
| 7       | 12  | ペドロ・ロドリゲス             | フェラーリ            | 63     | +2 Laps             | 15       |          |
| 8       | 16  | ジョニー・セルボ＝ギャバン     | マトラ-フォード       | 63     | +2 Laps             | 14       |          |
| 9       | 21  | ピート・ラブリー               | ロータス-フォード     | 62     | +3 Laps             | 16       |          |
| 10      | 18  | ピアス・カレッジ               | ブラバム-フォード     | 61     | +4 Laps             | 9        |          |
| 11      | 19  | シルビオ・モーザー             | ブラバム-フォード     | 60     | 燃料漏れ            | 13       |          |
| Ret     | 14  | ジョン・サーティース           | BRM                   | 53     | ギアボックス        | 10       |          |
| Ret     | 2   | ヨッヘン・リント               | ロータス-フォード     | 21     | サスペンション      | 6        |          |
| Ret     | 22  | ジョージ・イートン             | BRM                   | 6      | ギアボックス        | 17       |          |
| Ret     | 10  | ジョー・シフェール             | ロータス-フォード     | 4      | アクシデント        | 5        |          |
| Ret     | 9   | ジョン・マイルズ               | ロータス-フォード     | 3      | 燃料ポンプ          | 11       |          |
| DNS     | 6   | ブルース・マクラーレン         | マクラーレン-フォード |        | 燃料噴射装置        | 7        |          |
| ソース: |     |                                |                       |        |                     |          |          |

ファステストラップ
- ジャッキー・イクス - 1:43.05（64周目）

ラップリーダー
太字は最多ラップリーダー
- ジャッキー・スチュワート - 5周 (Lap 1-5)
- ジャッキー・イクス - 4周 (Lap 6-9)
- デニス・ハルム - 56周 (Lap 10-65)

## ランキング
|         | 順位 | ドライバー                     | ポイント |
| ------- | ---- | ------------------------------ | -------- |
|         | 1    | ジャッキー・スチュワート       | 63       |
|         | 2    | ジャッキー・イクス             | 37       |
|         | 3    | ブルース・マクラーレン         | 26       |
|         | 4    | ヨッヘン・リント               | 22       |
| 1       | 5    | ジャン＝ピエール・ベルトワーズ | 21       |
| ソース: |      |                                |          |

|         | 順位 | コンストラクター      | ポイント |
| ------- | ---- | --------------------- | -------- |
|         | 1    | マトラ-フォード       | 66       |
| 1       | 2    | ブラバム-フォード     | 49 (51)  |
| 1       | 3    | ロータス-フォード     | 47       |
|         | 4    | マクラーレン-フォード | 38 (40)  |
| 1       | 5    | BRM                   | 7        |
| ソース: |      |                       |          |

- 注:  トップ5のみ表示。前半6戦のうちベスト5戦及び後半5戦のうちベスト4戦がカウントされる。ポイントは有効ポイント、括弧内は総獲得ポイント。